# Piotr z Grudziądza
Piotr z Grudziądza, także Piotr Wilhelmi z Grudziądza, Petrus Wilhelmi de Grudencz (ur. ok. 1392 w Grudziądzu , zm. ok. 1480 prawdop. na Śląsku , nie wcześniej niż w 1452) – kompozytor i poeta okresu średniowiecza.
Był działającym w Europie, twórcą łacińskich pieśni (cantiones) i motetów, których do dzisiejszych czasów zachowało się niewiele ponad dwadzieścia. Jest głównym reprezentantem kultury muzycznej Europy Środkowej XV wieku.

## Życie
O życiu kompozytora wiadomo niewiele. Wiemy, że w roku 1418 zapisał się do Akademii Krakowskiej. W roku 1425 uzyskał bakalaureat, a w 1430 r. - magisterium. Poza tym, resztę jego biografii wypełniają domysły: tekst Pontifices ecclesiarum (muzyka nie zachowała się) świadczy o prawdopodobnym powiązaniu z Soborem w Bazylei  (1431), a może nawet w nim uczestniczeniu; był kapelanem cesarza Fryderyka III, ok. 1450 r. przebywał zapewne jakiś czas w Czechach (zachowało się tam dużo utworów kompozytora) i na Śląsku. Starał się o godność kanonika we Fromborku; był proboszczem parafii Białogarda k. Lęborka.

## Twórczość
Osoba Piotra z Grudziądza została odkryta w 1975 r. przez czeskiego muzykologa, Jaromira Černego z Uniwersytetu Karola w Pradze. Analizując motet Veni vere illustrator / Pneuma eucaristiarum / Paraclito tripudia / Dator eya zauważył on, że kolejne pierwsze litery trzech z czterech głosów (w kolejności: drugi, pierwszy, czwarty) tworzą akrostych: Petrus VVilhelmi de Grudencz. W ciągu kilku następnych lat odnaleziono znacznie więcej utworów sygnowanych imieniem kompozytora. Tworzył utwory świeckie i religijne, 2-3-głosowe pieśni oraz 3-5-głosowe motety.
Obecnie znanych jest ok. 40 utworów Piotra z Grudziądza. Odnaleziono je w różnych państwach Europy Środkowej, przede wszystkim w Czechach, w Polsce, Niemczech i Austrii. Wciąż można mieć nadzieję na kolejne odkrycia oraz poznanie nieznanych faktów z jego biografii, gdyż Piotr z Grudziądza staje się kompozytorem coraz szerzej znanym w Europie. Jego utwory znalazły się w repertuarze takich renomowanych zespołów, jak: "Ars Cantus" z Wrocławia, "Schola Gregoriana Pragensis" z Pragi, "La morra" z Bazylei czy "The Hilliard Ensemble" z Londynu.

## Dzieła
- Kyrie fons bonitatis / Kyrie Sacerdos – jedyny utwór bez akrostychu
- kilkanaście pieśni łacińskich, m.in.
  - 2-gł. Prodigiis eximiis
  - 2/3-gł. Praegrata erat
  - 3-głosowe Praeconia etroclita
  - 3-gł. Problemata enigmatum
  - 2-gł., świeckie Praedulcis eurus turbinis
  - 2-gł. Praelustri elucentia, także z innymi tekstami jako: Rein und besser ist Gottes wort orazPraeillustri excellentia
  - 2-gł. Phoebus ecclipsi tumuli
  - 2-gł. Praeformosa elegantis
  - 2-gł. Phonicorum ethicorum
  - 2-gł. Praesidiorum[5] erogatrix
  - 3-gł.? Praesulis eminenciam totam (BJ), w stylu francuskiej ballady, panegiryk poświęcony papieżowi Marcinowi V (napisany więc najpewniej w latach jego urzędowania, tj. 1417–1431)
  - 2-gł.Plasmatori estuanter
  - 3-gł. Promittat aeterno throno - kanon kołowy (rotulum)
  - 3-gł. Plaude euge theotocos
  - 3-gł. Prorumpanus euduli
  - 3-gł. Psallamus effundibus
  - 3-gł. Psalteriis et tympanis/Nam nascitur de virgine/O flos Maria
  - 3-gł. Puella eia typicis
- osiem motetów, m.in.
  - 3-gł. Iacob scalam / Pax eterna / Terribilis
  - 4-gł Veni vere illustrator / Pneuma eucaristiarum / Paraclito tripudia / Dator eia
  - 2-gł., świecki Probitate eminentem / Ploditando exarare, prawdopodobnie jeden z najpóźniejszych utworów kompozytora (ze Śpiewnika głogowskiego, BJ)
  - 4-gł. Pomi morsum / Hominem quem / Sed paratus / Paraneuma eructemus
  - 5-gł. Panis ecce / Panis aevus / Pange exul/ Patribus veteribus / Tantum ergo 
  - 4-gł. Pantaleon eleon (kanon)
  - 4-gł. Praesulem ephebeatum - rotulum (kanon kołowy); na melodii tego kanonu oparta jest jedna z mszy Heinricha Isaaca[6]
- Utwory zachowane częściowo, wątpliwego autorstwa:
  - pieśń 3-gł. Paschaliter epiloget treuis (zachowane częściowo)
  - pieśń Pater eue theonice, zachowane częściowo, liczba głosów nieznana
  - pieśń 3-gł. Phono ex[...]io religionis, zachowane częściowo
  - pieśń 2/3-gł. Plausiua eulogia tropum, zachowane częściowo
  - pieśń? Pontifices ecclesiarum (tylko tekst)
  - pieśń 2-gł.? Porta ezechielis, zachowane częściowo
  - pieśń 2-gł.? Proclivi evi temporis (tylko tekst)
  - pieśń 3-gł. Psalmodium exileratum triphariali, zachowane częściowo
  - 3-gł. Prefulcitam expolitam - utwór wątpliwego autorstwa

## Dyskografia
- Maiestas Dei - płyta z utworami przede wszystkim Piotra z Grudziądza - także i Guillaume'a Dufaya oraz anonimów; wyk. Schola Gregoriana Pragensis, wyd. Supraphon 2005 (cz.); notka o płycie:  (ang.)
- Spis utworów płyty monograficznej Piotra z Grudziądza - wyk. Bornus Consort, Ars Nova; wyd. Accord, Paryż 1991 (ang.)

## Festiwal
Dla upamiętnienia kompozytora od 2015 w Grudziądzu ma odbywać się Festiwal Muzyki Dawnej im. Piotra z Grudziądza (pierwsza edycja 13-14 maja 2015).